# Chichiș
Chichiș (in ungherese Kökös) è un comune della Romania di 1615 abitanti, ubicata nel distretto di Covasna, nella regione storica della Transilvania.
Il comune è formato dall'unione di due villaggi: Băcel e Chichiș.